# Pablo Melgar
Pablo Sebastián Melgar Torino (Ciudad de Guatemala, 14 de enero de 1980) es un exfutbolista guatemalteco. Jugaba de defensa central y militó en diversos clubes de Guatemala, Chile y Paraguay.
Es hijo del también exfutbolista, Armando Melgar.

## Selección nacional
Melgar disputó 55 partidos internacionales con la Selección de fútbol de Guatemala y anotó solamente 1 gol. Incluso participó con su selección guatemalteca, en la Copa Centroamericana 2003, donde su selección logró el subcampeonato y en 2 ediciones de la Copa de Oro de la Concacaf (la primera fue en la edición de 2005, cuando su selección quedó eliminado en la fase de grupos y la segunda fue en el 2007, cuando su selección avanzó a los cuartos de final, siendo eliminado en esa fase, por su similar de Canadá).

## Clubes
| Club                      | País      | Año       |
| ------------------------- | --------- | --------- |
| Atlético Tembetary        | Paraguay  | 1998-1999 |
| Deportivo Zacapa          | Guatemala | 1999-2000 |
| Antigua Guatemala         | Guatemala | 2001-2002 |
| Aurora                    | Guatemala | 2002-2004 |
| Municipal                 | Guatemala | 2004-2006 |
| Deportes Antofagasta      | Chile     | 2007      |
| Municipal                 | Guatemala | 2008      |
| Deportivo Suchitepéquez   | Guatemala | 2008-2009 |
| Universidad de San Carlos | Guatemala | 2009-2010 |
| Deportivo Suchitepéquez   | Guatemala | 2010-2011 |
| Antigua Guatemala         | Guatemala | 2011      |